# Ліцензія на мовлення національної ради України з питань телебачення та радіомовлення
Ліце́нзія на мовлення — документ державного зразка, який видає Національна рада України з питань телебачення і радіомовлення і який засвідчує право ліцензіата (власника ліцензії) відповідно до умов ліцензії здійснювати мовлення, використовувати канали мовлення, мережі мовлення, канали багатоканальних телемереж.
В процесі ліцензування нацрада може видавати, продовжує, переоформляти, анулювати ліцензії на мовлення, вносити до них зміни, видавати дублікати. До компетенції нацради також належить ведення ліцензійних справ та ліцензійних реєстрів, контроль за додержанням ліцензіатами ліцензійних умов і умов ліцензії, видача розпоряджень про усунення порушень ліцензійних умов і умов ліцензії, а також розпоряджень про усунення порушень законодавства України у сфері ліцензування мовлення.
При проведенні конкурсів на видачу ліцензії на мовлення Національна рада керується необхідністю забезпечення інформаційних потреб громадян, захисту інтересів держави, національних мовників, розвитку національної бази телебачення і радіомовлення. Виходячи з цих пріоритетів Національна рада визначає на конкурсних умовах відповідні вимоги до програмної концепції мовлення.
Національна рада не допускає телерадіорганізацію до конкурсу на видачу ліцензії, або відмовляє у продовження ліцензії, якщо її засновниками є::
1. Органи державної влади та органи місцевого самоврядування, рішення про створення яких або положення про які не передбачає повноважень засновувати телерадіоорганізації;
2. Юридичні особи, статутні документи яких не передбачають можливість створення телерадіоорганізацій;
3. Іноземні юридичні і фізичні особи та особи без громадянства;
4. Політичні партії, профспілкові, релігійні організації та юридичні особи, яких вони заснували;
5. Громадяни, які за вироком суду відбувають покарання у місцях позбавлення волі або визнані судом недієздатними.
6. Нерезиденти, що зареєстрований в одній з офшорних зон, перелік яких визначений Кабінетом Міністрів України.
7. Участь іноземних фізичних та/чи юридичних осіб у статутному капіталі телерадіоорганізацій має відповідати Господарському кодексу України.
8. Установчі та/або статутні документи суб'єкта господарювання, який має ліцензію на мовлення або претендує на отримання такої ліцензії, мають передбачати створення у складі органів його управління спеціального наглядового органу (редакційної ради тощо), половина складу якого призначається засновниками або власниками телерадіоорганізації, а половина обирається творчим колективом телерадіоорганізації.